# Armorial des municipalités du Québec
- il reste des blasons à dessiner dans cet armorial.
- certaines figures ne sont pas accompagnées de leur blasonnement.
- le nombre de blasons représentés est faible par rapport au sujet de la page.

Le Québec : Tiercé en fasce ; au premier d’azur, à trois fleurs-de-lis d’or ; au second de gueules, à un léopard d’or armé et lampassé d’azur ; au troisième d’or, à une branche d’érable à sucre à triple feuille de sinople aux nervures du champ.

Cette page donne les armoiries (figures et blasonnements) des municipalités du Québec.

## A et B
| Image | Nom de la municipalité et blasonnement |
| ----- | --- |
|       | Acton Vale D'argent au sautoir engrêlé de gueules chargé d'une fleur de lys d'or et cantonné de quatre glands de sinople. |
|       | Alma D'azur à la jumelle ondée d'argent accompagnée en chef d'une quartefeuille du même et en pointe d'une route dentée aussi du même, à deux éclairs d'or brochant en bande et en barre sur la jumelle.                                                                                       |
|       | Amos De sinople à charrue d'or, au chef de gueules chargé d'un pic de mineur et d'une hache d'argent posés en sautoir |
|       | Amqui De gueules à sapin d’or, sur le tout une rivière courante en bande d’argent; à un chef d’or, chargé d’un dextrochère de sable, accosté de deux croix fleurdelisées du premier. |
|       | Armagh Tiercé en fasce vivrée : au 1 d'azur la feuille d'érable d'argent, au 2 d'argent plain, au 3 de sinople à deux trèfles posée en fasce d'argent. |
|       | Arundel Composition panoramique non blasonnable. |
|       | Baie-Comeau Composition panoramique non blasonnable. |
|       | Baie-D'Urfé De vair renversé au chef de gueules , |
|       | Baie-Saint-Paul De gueules au chêne d'or, feuillé et fruité du même ; au chef cousu d'azur chargé d'un monde d'or, soutenu par deux glaives d'argent, en sautoir et accompagné de deux alérions d'argent.                                                                                      |
|       | Barkmere |
|       | Batiscan |
|       | Beauceville de gueules à un rosier d'argent accompagné de trois besants du même chargés d'une fleur de lys d'azur, au chef palé d'argent et de sable |
|       | Bécancour De sinople à une jumelle ondée d'argent soutenant une demi-roue d'engrenage du même mouvant du bord supérieur de l'écu, l'écu sommé d'une demi-roue d'engrenage de sinople complémentant celle de l'écu.                                                                             |
|       | Belœil tranché de gueules et d'azur à la bande ondée d'argent brochant sur la partition, accompagnée en chef d'une herse de labour du même et en pointe d'une fleur de lys d'or |
|       | Berthier-sur-Mer coupé-voûté d'azur sur burelé-ondé d'argent et d'azur à une fasce aussi voûtée de sinople brochante sur le coupé, son côté supérieur bordé d'argent, à un soleil d'or brochant sur le tout,                                                                                   |
|       | Berthierville Tiercé en pal, au 1, de gueules à un dragon tenant une épée d'or ; au 2, de sinople à une cornue d'argent chargée d'une flamme de gueules au chef cousu d'azur chargé d’un agneau d'argent nimbé d'or; au 3, d'or à la fasce de gueules accompagnée en chef d'une guivre d'azur. |
|       | Blainville D'azur à trois croissant d'argent, au chef de gueules chargé d'un épée d'or en bande adextré d'une fleur de lys d'argent et sénestré d'un feuille d'érable d'argent. |
|       | Boileau |
|       | Boischatel |
|       | Bois-des-Filion |
|       | Boucherville D'azur, au chevron d'argent, sommé d'un lis de jardin au naturel accosté de deux glands d'or et en pointe d'un rocher sommé d'une croix latine, le tout aussi d'or. |
|       | Brossard de gueules à la croix alésée d'or cantonnée de deux flèches en 1 et 4 et de deux tours en 2 et 3, le tout d'argent, à une losange de gueules chargée d'une fleur de lys d'or brochant en abîme sur la croix                                                                           |
|       | Buckingham (Gatineau) De sinople au pal écoté d'argent chargé d'une croix pattée-fichée de sable et accosté de deux abeilles d'or, au chef ondé parti de gueules et de sable, au cygne atterrissant d'argent colleté d'une couronne d'or brochant sur la partition.,                           |
|       | Bury Écartelé en sautoir de sinople et d’or, aux un et trois quatre vergettes, aux deux et quatre un pin, le tout de l’un à l’autre, au tourteau d’azur brochant chargé d’un livre ouvert d’or.                                                                                                |

| Pas d'information connue pour les municipalités suivantes : Abercorn, Adstock, Aguanish, Akulivik, Akwesasne, Albertville, Alleyn-et-Cawood, Amherst, Ange-Gardien, Angliers, Asbestos, Ascot Corner, Aston-Jonction, Auclair, Audet, Aumond, Aupaluk, Austin, Authier, Authier-Nord, Ayer's Cliff, Baie-des-Sables, Baie-du-Febvre, Baie-Johan-Beetz, Baie-Sainte-Catherine, Baie-Trinité, Barnston-Ouest, Barraute, Beaconsfield, Béarn, Beauharnois, Beaulac-Garthby, Beaumont, Beaupré, Bedford (canton), Bedford (village), Bégin, Belcourt, Belleterre, Berry, Béthanie, Betsiamites, Biencourt, Blanc-Sablon, Blue Sea, Boisbriand, Bois-Franc, Bolton-Est, Bolton-Ouest, Bonaventure, Bonne-Espérance, Bonsecours, Bouchette, Bowman, Brébeuf, Brigham, Bristol, Brome, Brownsburg-Chatham, Bryson |

## C et D
| Image | Nom de la municipalité et blasonnement |
| ----- | --- |
|       | Cabano De gueules au gousset ondé d'argent, chargé en chef d'un sapin arraché de sinople, accosté au dextre d'une croix fleurdelysée d'or, au senestre d'une tour de même, maçonnée de sable, ouverte et ajourée.                                     |
|       | Calixa-Lavallée |
|       | Candiac De gueules à la croix d'argent, cantonné au premier et quatrième d'une étoile d'or à 5 raies et au deuxième et troisième d'une tour d'argent.                                                                                                 |
|       | Cap-Saint-Ignace |
|       | Cap-Santé D’or à trois chevronnels entrelacés de gueules ; au chef de gueules chargé d’une fleur de lys d’or, accompagnée de deux étoiles du même. |
|       | Carignan D'or à trois chevrons d'azur. |
|       | Causapscal De sinople, animé d'un cerf passant d'or; à une rivière courante en fasce d'argent ; au chef d'azur; chargé de trois fleurs de lys d'or; à la bordure couponnée de gueules et d'argent.                                                    |
|       | Chambord Parti, de sinople à la gerbe d'or, de gueules à un centre ferroviaire d'argent ; au chef du drapeau saguenéen. |
|       | Champlain |
|       | Châteauguay |
|       | Chibougamau D’or à la fasce enregrelée de gueules accompagnée en chef de trois sapins arrachés de sinople et en pointe d’un marteau de géologie de sable.                                                                                             |
|       | Clermont (Charlevoix-Est) D'or à la bande de sable accompagnée au chef d'un orignal de gueules et en pointe d'une montagne à 3 coupeaux d'azur posée sur un fleuve ondé de sinople, au chef d'azur à trois fleur de lys du champ.                     |
|       | Compton Écartelé : au 1 et 4, d'azur à la couronne d'or, au 2 et 3, de sable à une branche de chêne d'or fruité d'argent, à la croix d'hermine chargé d'une étoile d'or brochant sur le tout.                                                         |
|       | Contrecœur De gueules à la bande d'or chargée de trois cœurs de gueules, accompagnée de deux grappes de raisins d'or, feuillées du même. |
|       | Côte-Saint-Luc De gueules au taureau ailé d'or sur une champagne gironnée d'argent et de sable. |
|       | Cowansville D'azur à la bande ondée d'argent accompagnée en pointe d'une foi de carnation habillée au naturel mouvant du flanc dextre et de la bande, au chef de gueules chargé d'un cor aussi d'argent accosté de deux roues d'engrenage aussi d'or. |
|       | Danville D'or à la fasce d'azur chargé d'un croissant accosté de deux étoiles à 5 raies du champ, accompagné au chef d'un léopard couronné et à la pointe d'un cerf, le tout de gueules.                                                              |
|       | Delson Écartelé, au premier et au quatrième d’or à dix flèches entrecroisées de sable, au deuxième et au troisième, de même à la roue du premier. |
|       | Donnacona |
|       | Dorval Écartelé: au 1 et 4, de gueules au lion d'argent tenant une croix patriarcale du même, au 2 et 3, d'or à trois bandes de sinople à une aigle de sable membrée et languée de gueules brochant sur le tout.                                      |
|       | Drummondville Écartelé: en 1 et 4 d'argent à la fasce d'azur chargée de 3 quintefeuilles d'argent, en 2 et 3 d'hermine à deux fasces de gueules. |

| Pas d'information connue pour les municipalités suivantes : Cacouna (municipalité), Cacouna (réserve indienne), Campbell's Bay, Cantley, Cap-Chat, Caplan, Carleton-sur-Mer, Cascapédia–Saint-Jules, Cayamant, Chambly, Champneuf, Chapais, Charette, Charlemagne, Chartierville, Château-Richer, Chazel, Chelsea, Chénéville, Chertsey, Chesterville, Chichester, Chisasibi, Chute-aux-Outardes, Chute-Saint-Philippe, Clarenceville, Clarendon, Clermont (Abitibi-Ouest), Clerval, Cleveland, Cloridorme, Coaticook, Colombier, Cookshire-Eaton, Coteau-du-Lac, Côte-Nord-du-Golfe-du-Saint-Laurent, Coucoucache, Courcelles, Crabtree, Daveluyville, Dégelis, Déléage, Denholm, Desbiens, Deschaillons-sur-Saint-Laurent, Deschambault-Grondines, Deux-Montagnes, Disraeli (paroisse), Disraeli (ville), Dixville, Dolbeau-Mistassini, Dollard-Des Ormeaux, Doncaster, Dosquet, Dudswell, Duhamel, Duhamel-Ouest, Dundee (Québec), Dunham, Duparquet, Dupuy, Durham-Sud |

## E à K
| Image | Nom de la municipalité et blasonnement |
| ----- | --- |
|       | East Angus |
|       | Farnham De sinople à un pal ondé d'argent, chargé d'une rose de gueule, accosté au dextre d'une gerbe de blé d'or, au senestre de deux roues dentées posées en pal du même. |
|       | Ferme-Neuve |
|       | Fermont Coupé-gironné de six pièces d'argent et de sable au signe de Mars la flèche vidée d'or encerclant une fleur de lis du même en abîme. Différences entre dessin et blasonnement : les couleurs du gironné sont inversées. |
|       | Fortierville Coupé d'or à un ours de sable armé et langué de gueules, du dernier à deux perdrix posé sur un tronc d'arbre, le tout du premier. |
|       | Fossambault-sur-le-Lac De gueules au sautoir d'or, cantonnée au 1er d'un lion à la queue léopardée, au 2e et au 3e d'une quintefeuille et au 4e d'une voile sur le lac, le tout d'or. |
|       | Frelighsburg D’or à la jumelle voûtée de sinople accompagnée en chef d’un bidon à lait et d’une grappe de raisin et, en pointe, de trois pommes, le tout de gueules. |
|       | Gatineau D’or, à la fasce ondée d’azur accompagnée de trois sapins de sinople; à la bordure du même chargé de dix billettes du premier. |
|       | Godbout D'argent a l'orignal au naturel accosté de deux sapins sur un tertre, tous de sinople, en pointe une truite au naturel nageant sur une rivière ondée d'argent et d'azur .En chef une feuille d'érable de sinople. |
|       | Granby Écartelé: au 1, de sinople à une feuille d'érable d'or, au 2, coupé de gueules au lion passant d'or et d'azur à deux fleurs de lys d'argent, au 3, de gueules à un livre ouvert d’argent chargé d'un Alpha et d’un Oméga de sable, au 4, d'or à un caducée de sable.                                                                                               |
|       | Grande-Rivière Coupé, au premier d'azur à 3 poissons d'or, nageant et ordonnés 2-1, au second de gueules au sapin de sinople, à la fasce ondée d'or brochant sur la partition. |
|       | Grand-Saint-Esprit |
|       | Grenville |
|       | Grenville-sur-la-Rouge D'or à la bande ondée de gueules accostée de deux écussons aux armes du très honorable George Grenville au naturel (De sinople à la croix d'argent chargée de cinq tourteaux de gueules). |
|       | Hérouxville |
|       | Howick |
|       | Hull (Gatineau) D'azur, au chevronnel d'or surmonté d'une étoile d'argent, et accompagné en chef d'une fleur de lis d'or et d'une flamme du même, les traits intérieurs et inférieurs de la flamme de gueules, et en pointe d'une roue d'engrenage d'or; à la pointe de l'écu une rivière d'argent, ombrée d'azur, chargée d'une souche arrachée de sinople coupée d'or,. |
|       | Huntingdon De sinople à la fasce ondée d’azur lisérée d’argent accompagnée de deux sacs de laine du même chargés chacun d’une fleur de lis de sinople; |
|       | Joliette D'or à la fasce ondée d'azur chargée de trois merlettes de sable, accompagnée en chef d'une roue d'engrenage d'azur et à la pointe un plant de blé et deux feuilles de tabac de sinople appointés mouvants sur une plaine de même. |
|       | Kamouraska De sinople à 3 roseaux tigés feuilles d’or et fruités de sable au chef ondé cousu d’azur semé de fleurs de lys d’or. |

| Pas d'information connue pour les municipalités suivantes :East Broughton, East Farnham, East Hereford, Eastmain, Eastman, Eeyou Istchee Baie-James, Egan-Sud, Elgin, Entrelacs, Escuminac, Esprit-Saint, Essipit, Estérel, Fassett, Ferland-et-Boilleau, Forestville, Fort-Coulonge, Frampton, Franklin, Franquelin, Frontenac, Fugèreville, Gallichan, Gaspé, Gesgapegiag, Girardville, Godmanchester, Gore, Gracefield, Grand-Métis, Grand-Remous, Grande-Vallée, Grandes-Piles, Gros-Mécatina, Grosse-Île, Grosses-Roches, Guérin, Ham-Nord, Ham-Sud, Hampden, Hampstead, Harrington, Hatley (canton), Hatley, Havelock, Havre-Saint-Pierre, Hébertville, Hébertville-Station, Hemmingford (canton), Hemmingford (village), Henryville, Hinchinbrooke, Honfleur, Hope, Hope Town, Huberdeau, Hudson, Inukjuak, Inverness, Irlande, Ivry-sur-le-Lac, Ivujivik, Kahnawake, Kanesatake, Kangiqsualujjuaq, Kangiqsujuaq, Kangirsuk, Kawawachikamach, Kazabazua, Kebaowek, Kiamika, Kingsbury, Kingsey Falls, Kinnear's Mills, Kipawa, Kirkland, Kitigan Zibi, Kuujjuaq, Kuujjuarapik |

## L
| Image | Nom de la municipalité et blasonnement |
| ----- | --- |
|       | Lachenaie (1845-2001) de 1975 à 2001 D’argent, au chêne au naturel englanté de gueules sans nombre, terrassé de sinople. Armes parlantes. |
|       | La Doré Coupé, au un d'azur à un croissant d'or accompagné de douze étoiles d'argent posées cinq, deux, cinq, au deux de gueules à un doré d'or. Armes parlantes. |
|       | La Malbaie D'azur à l'aigle essorante d'or membrée de gueules, empiétant une montagne à deux coupeaux de sable balayée d'une mer mouvantée en pointe de sinople ombrée d'argent; chef de gueules chargé de trois fleurs de lys d'or.                                                                              |
|       | La Minerve |
|       | L'Ancienne-Lorette D’azur à deux trompettes d'or passées en sautoir, les embouchures en pointe, cantonnées en chef et en pointe d'une étoile et à chaque flanc d’une fleur de lys le tout d’argent. |
|       | Paroisse/ville de La Plaine (1969-2001), de 1977 à 2001 Tiercé en pairle : au premier d'or à l'aigle essorante de gueules, au deuxième de gueules à la gerbe de blé d’argent liée d’or surmontée d’une étoile de sable, au troisième d’azur à la gerbe de blé d’argent liée d’or surmontée d’une étoile de sable. |
|       | La Pocatière D'azur, à une gerbe de blé d'or accompagnée en chef de deux étoiles de même; à un chef cousu de gueules chargé d'un livre ouvert d'argent, sur lequel les lettres de sable, accosté de deux croix patriarcales d'or.                                                                                 |
|       | La Prairie Coupé de gueules et de sinople, au 1, une tour d’or accostée de deux gerbes de blé d’argent liées de sable, au 2, deux épées d’or passées en sautoir, à une rivière d’argent issant de la pointe. |
|       | La Sarre Écartelé aux 1 et 4, contre-écartelé aux 1 et 4 de sable, aux 2 et 3, de gueules, à la croix d'argent brochant; aux 2 et 3, d'or à la bordure nébulée d'azur. |
|       | La Tuque D'azur à la fasce ondée d'argent chargé d'un dard vivré de gueules posé en fasce, la pointe à sénestre, accompagné en chef de deux sapins arrachés d'or et en pointe d'une tuque aussi d'or. Armes parlantes.                                                                                            |
|       | Labelle De gueules, à une tête d'homme baroque de carnation, posée de face, chevelée et barbée d'argent, couronnée de feuilles de laurier de sinople, flanqué d'or : au chef cousu d'azur, chargé d'un écot posé en fasce portant deux perdrix aux extrémités et surmonté d'une couronne antique, le tout d'or.   |
|       | Lac-Etchemin D'argent, au caribou de gueules allumé et anglé de sable, au franc-quartier d'azur à senestre chargé d'une fasce d'or, accompagnée de six besants du même rangés en fasce, trois en chef, trois en pointe.                                                                                           |
|       | Lac-Saint-Joseph D’azur, à une fasce d’or sommée de trois coupeaux du même et semée de sapins de sinople, accompagnée en pointe, d’un voilier d’or; et d’une bordure componée de vingt ‐ huit pièces, quatorze d’or et quatorze de gueules.                                                                       |
|       | Lac-Sergent Au chef de gueules bordé d’or et chargé de trois chevrons d’or sur fond de sinople (grade de sergent), mouvant d’une champagne burelée-ondée d’argent et d’azur. |
|       | Lac-Simon (Papineau) |
|       | Lachute |
|       | Lacolle Parti, au premier coupé à l'astrolabe d'or et d'argent au canon de sable, au second de gueules à la grappe de raisin d'or, au chef azur à trois ondulées d'argent interrompues au point du chef d'une borne d'or.                                                                                         |
|       | Lambton Écartelé en sautoir d’argent et de sinople, au premier une croix latine, au deuxième, troisième et quatrième un agneau passant, le tout de l’un à l’autre, les agneaux rehaussés de sable et, sur le tout, de gueules à une gerbe de blé d’or liée de sable.                                              |
|       | Lanoraie D'azur semé de fleur de lys d'or à la bande d'argent chargée de 5 losanges de gueules. |
|       | L'Assomption |
|       | Laval D'argent à la croix de gueules, chargée de cinq coquilles d'or cantonnée de seize alérions d'azur |
|       | Lebel-sur-Quévillon De gueules à la croix d'or chargée du'une fleur de lys d'azur et de quatre étoilles du premier; cantonée de deux épinettes d'or en 1 et en 4 et de deux fer du moulin d'argent en 2 et en 3; à une pointe ondée d'argent sur le tout.                                                         |
|       | Leclercville |
|       | L'Épiphanie (paroisse) Tiercé en fasce ondée, au premier, d'azur à l'étoile à 5 raies d'or; au second d'argent à trois couronnes[Quoi ?] d'or posées 1, 2; au troisième de gueules à la charrue d'argent associée à une roue dentelée de sable.                                                                   |
|       | L'Épiphanie (ville) |
|       | Les Cèdres D'argent au chevron ondé d'azur accompagné en chef d'une rose de gueules accostée de deux cèdres de sinople, d'une gerbe de blé de la même pointe. |
|       | Lévis D’or à trois chevrons de sable. |
|       | L'Île-Perrot D'azur, à deux croissants d'argent, l'un sur l'autre, celui du bas renversé; au chef d'or chargé de trois aiglettes de sable. |
|       | Longueuil D'azur à trois roses d'or, au chef de gueules chargé d'un croissant accosté de deux étoiles, le tout d'or. |
|       | Louiseville |

| Pas d'information connue pour les municipalités suivantes : L'Anse-Saint-Jean, L'Ascension, L'Ascension-de-Notre-Seigneur, L'Ascension-de-Patapédia, La Bostonnais, La Conception, La Corne, La Durantaye, La Guadeloupe, La Macaza, La Martre, La Martre, La Motte, La Patrie, La Pêche, La Présentation, La Rédemption, La Reine, La Romaine (réserve indienne), La Trinité-des-Monts, La Visitation-de-l'Île-Dupas, La Visitation-de-Yamaska, Labrecque, Lac-au-Saumon, Lac-aux-Sables, Lac-Beauport, Lac-Bouchette, Lac-Brome, Lac-Delage, Lac-des-Aigles, Lac-des-Écorces, Lac-des-Plages, Lac-des-Seize-Îles, Lac-Drolet, Lac-du-Cerf, Lac-Édouard, Lac-Frontière, Lac-John, Lac-Mégantic, Lac-Poulin, Lac-Rapide, Lac-Saguay, Lac-Sainte-Marie, Lac-Saint-Paul, Lac-Simon (La Vallée-de-l'Or), Lac-Supérieur, Lac-Tremblant-Nord, LaforceLamarche, Landrienne, L'Ange-Gardien (La Côte-de-Beaupré), L'Ange-Gardien (Les Collines-de-l'Outaouais), Lantier, Larouche, Latulipe-et-Gaboury, Launay, Laurier-Station, Laurierville, Lavaltrie, Laverlochère, Lawrenceville, Le Bic, Lebel-sur-Quévillon, Lefebvre, Lejeune, Lemieux, Léry, Les Bergeronnes, Les Coteaux, Les Éboulements, Les Escoumins, Les Hauteurs, Les Îles-de-la-Madeleine, Les Méchins, L'Île-Cadieux, L'Île-d'Anticosti, L'Île-du-Grand-Calumet, Lingwick, L'Isle-aux-Allumettes, L'Isle-aux-Coudres, L'Islet, L'Isle-Verte, Listuguj, Litchfield, Lochaber, Lochaber-Partie-Ouest, Longue-Pointe-de-Mingan, Longue-Rive, Lorraine, Lorrainville, Lotbinière, Low, Lyster |

## M et N
| Image | Nom de la municipalité et blasonnement |
| ----- | --- |
|       | Macamic D'azur au sautoir d'or, cantonnée au semestre et dextre d'un sapin arraché, du second;d'une croisette alésé en chef, d'argent; soutenu d'une herse du même;à une pointe ondée sur le tout, du même. |
|       | Magog Coupé ondé d'azur et d'argent, au 1, six billettes couchées d'or et posées 1, 2 et 3, accompagnées à dextre d'une fleur de lis et à senestre d'un trèfle le tout d’argent; au 2, six coquilles d'azur; à la bordure fuselée de gueules et d'or. |
|       | Malartic |
|       | Maniwaki De sable à la herse d'argent; au chef cousu d'azur à la croix de calvaire d'argent avec la couronne d'épines entre les bras, au naturel, la croix porte en sautoir, à dextre, la sainte lance et à semestre, le bâton et l'éponge, aussi au naturel, le tout est fixé par deux soutiens ou épaulements sur un tertre au naturel; la croix est accompagnée de deux arcs d'argent.                                |
|       | Mascouche De sable, à l'aigle bicéphale d'argent, couronné d'argent et nimbé d'or, sur le tout de gueules, au lion d'or tenant dans ses pattes une croix patriarcale d'or. (L'écusson est une référence aux armes des Le Gardeur de Repentigny, dont la famille possédait la seigneurie de Lachenaie, de laquelle la paroisse Saint-Henri-de-Mascouche faisait partie.)                                                  |
|       | Matane D'argent, à un castor reposant sur une bûche, le tout au naturel, surmonté d'un lambel à trois pendants de gueules et accompagné de trois fers de lance de sable rangés en pointe. |
|       | McMasterville Mi-parti d’hermine, de gueules et coupé d’azur; au 1er, d’hermine au lion léopardé de gueules ; au 2e de gueules à la croix fleur de lysée d’or ; au 3e d’azur, à une rivière courante en pointe d’argent, et posée en face. Surmontée d’une flamme de même accompagnée en chef d’une cornue d’or. |
|       | Montebello De Gueules, fretté de huit flèches versées d'or ; au chef du même, à la croix d'azur chargée de cinq coquilles aussi d'or ; aux quatre cantons chargés chacun de quatre alérions de gueules en fasce. |
|       | Mont-Joli D'azur à la bande écotée d'or, chargée de trois roues ailées de sable; au 1, d'azur à trois coquilles d'argent, au 2, d'azur à une montagne d'argent sur une terrasse de sinople, qui est le mont joli, surmonté d'un soleil d'or. |
|       | Mont-Laurier D'or, à la bande écotée de gueules, accompagnée en chef d'une rencontre d'orignal de sable surmontée d'une étoile d'azur ; en pointe d'une montagne à trois coupeaux de sable soutenue d'une onde alésée d'azur. |
|       | Montmagny D'or à la fasce d'azur chargée de trois molettes du champ et accompagnée de trois coquerelles de gueules. |
|       | Montpellier |
|       | Montréal D'argent à une croix de gueules ; cantonnée au premier d'une fleur de lys d'azur ; au deuxième d'une rose de gueules tigée, feuillée et pointée de sinople ; au troisième d'un chardon du même, fleuri de pourpre ; au quatrième d'un trèfle de sinople. |
|       | Napierville D'azur, à trois gerbes de blé à neuf épis, d'or; au chef d'argent à trois étoiles de même. |
|       | Neuville D’azur au chevron d’argent accompagné à dextre de trois épis de blé d’inde, un en pal, deux en sautoir et à senestre d’un marteau en pal, d’une gouge et d’un ciseau à bois en sautoir; en pointe d’un navire à trois mâts, le tout en or. |
|       | New Carlisle |
|       | Notre-Dame-de-Bonsecours D’azur à double fasce d’or au point d’honneur et au nombril avec brisure alaisée de lys., |
|       | Notre-Dame-de-l'Île-Perrot D'azur, au moulin à vent au naturel à quatre ailes d'or, posé sur une île de sinople baignant dans des eaux d'argent ondées d'azur, et accompagné en chef senestre d'un croissant montant d'argent posé sur un croissant renversé du même, et en chef dextre, d'une bague d'or. |
|       | Notre-Dame-de-Montauban D'azur à trois montagnes d'or mouvant rivière Tumultueuse, et en chef un croissant d'argent couronné de douze étoiles du même. |
|       | Notre-Dame-de-Stanbridge D’argent, à un pont couvert de gueules, accompagné d’une roue de moulin cousue de sable, accostée d’un muret d’or maçonné de sable et accompagnés en chef à dextré d’un trocorne de sable, chargé d’une plume d’argent; au chef vivré de gueules chargé d’un épi de blé d’or et d’une fleur de lin du-même, posés en sautoir et surmontés d’une étoile d’argent ; en pointe une rivière d’azur. |
|       | Notre-Dame-du-Sacré-Cœur-d'Issoudun D'azur, à cinq épis de blé liés d'or, accompagné en chef à dextre d'une croix latine d'argent, en senestre d'une fleur de lys du même et en pointe d'une lame de scie circulaire de même percée du champ. |
|       | Notre-Dame-du-Mont-Carmel Divisé en chevron de sinople sur or, la cime du chevron se terminant en une croix celtique, au pal de l’un en l’autre, à deux feuilles d’érable en chef et à une fleur de lis en pointe, le tout de l’un à l’autre; |

| Pas d'information connue pour les municipalités suivantes : Maddington, Maliotenam, Manawan, Mandeville, Manseau, Mansfield-et-Pontefract, Maria, Maricourt, Marieville, Marsoui, Marston, Martinville, Mashteuiatsh, Maskinongé, Massueville, Matagami, Matapédia, Matimekosh, Mayo, Melbourne, Mercier, Messines, Métabetchouan–Lac-à-la-Croix, Métis-sur-Mer, Milan, Mille-Isles, Mingan, Mirabel, Moffet, Montcalm, Mont-Blanc, Mont-Carmel, Montcerf-Lytton, Montréal-Est, Montréal-Ouest, Mont-Saint-Grégoire, Mont-Saint-Hilaire, Mont-Saint-Michel, Mont-Saint-Pierre, Mont-Tremblant, Morin-Heights, Mulgrave-et-Derry, Murdochville, Namur, Nantes, Natashquan (canton), Natashquan (réserve indienne), Nédélec, Nemiscau, New Richmond, Newport, Nicolet, Nominingue, Norbertville, Normandin, Normétal, North Hatley, Notre-Dame-Auxiliatrice-de-Buckland, Notre-Dame-de-Ham, Notre-Dame-de-la-Merci, Notre-Dame-de-la-Paix, Notre-Dame-de-la-Salette, Notre-Dame-de-Lorette, Notre-Dame-de-Lourdes (Joliette), Notre-Dame-de-Lourdes (L'Érable), Notre-Dame-de-Pontmain, Notre-Dame-des-Anges, Notre-Dame-des-Bois, Notre-Dame-des-Monts, Notre-Dame-des-Neiges, Notre-Dame-des-Pins, Notre-Dame-des-Prairies, Notre-Dame-des-Sept-Douleurs, Notre-Dame-du-Bon-Conseil (paroisse), Notre-Dame-du-Bon-Conseil (village), Notre-Dame-du-Lac, Notre-Dame-du-Laus, Notre-Dame-du-Nord, Notre-Dame-du-Portage, Notre-Dame-du-Rosaire, Nouvelle, Noyan |

## O à R
| Image | Nom de la municipalité et blasonnement |
| ----- | --- |
|       | Papineauville D'azur au pégase passant d'argent accompagné d'une fleur de lys en pointe, au chef ondé de gueules à la divise abaissée ondée d'azur accompagné d'une coquille d'or accosté à dextre de l'emblème contourné d'or des Algonquins et à sénestre d'un épis de blé du même.                                                                                            |
|       | Percé D'azur à une morue courbée posée en fasce, accompagnée en chef d'une représentation du rocher de Percé et en pointe d'un trilobite posé en pal, le tout d'or. |
|       | Plaisance |
|       | Plessisville (ville) Coupé, au 1, parti d'argent semé de fleur de lys d'azur au chevron de gueules, de pourpre à la crosse issante d'or, au 2 d'azur à un érable d'or posé sur une terrasse de sinople. |
|       | Pointe-des-Cascades D'Argent au chevron d'azur à deux cotices ondée du même, accompagnée d'une rose de gueules tigée et feuillée de sinople et un lion de gueules couronné du même et en plointe de sinople accompagnée d'une ancre de sable entourée d'une chaine du même. |
|       | Pont-Rouge |
|       | Port-Cartier |
|       | Price D'azur, à une anible d'or, à la bordure componnée de sinople et d'or, au franc-quartier de gueules, chargé d'un lion d'argent. Le tout soutenu par deux branches d'érables de sinople, feuillées de même, tigées et boutonnées d'or, croisées en pointe en sautoir et liées par un ruban de gueules, retenant un listel d'or, chargé de la devise : "Ubi labor, ibi ubor". |
|       | Québec D'azur à la champagne burelée-ondée d'argent et d'azur sommée d'un navire ancien voguant à pleines voiles d'or, au chef de gueules bordé d'or et chargé de deux clés d'or passées en sautoir, à la feuille d'érable de sinople brochant sur les clés. |
|       | Repentigny Parti, au 1, d'azur à une ville moderne ouverte d'or, posée sur une divise de sinople, à une rivière d'argent à la pointe, au 2, de gueules au lion d'argent lampassé d'or, tenant des deux pattes de devant une croix latine patriarcale recroisetée d'or, au chef d'azur chargée d'un pal d'argent, accompagné de deux fleur de lys du même.                        |
|       | Richmond Écartelé d'or et de sinople à un rameau de trois trèfles, une rose, une fleur de lys et un chardon posés en croix leurs tiges jointes en cœur, le tout d'argent. |
|       | Rimouski Coupé ondé, au premier de contre-hermine, à une croix pastorale d’or, au second d’argent à une ancre de gueules enlacée d'une corde de sable et accostée de deux sapins de sinople. |
|       | Ripon |
|       | Rivière-à-Pierre D’azur à la rivière d’argent courant en bande, en chef une colombe aussi d’argent au vol étendu tenant un rameau d’olivier et en pointe une montagne d’or séparée. |
|       | Rivière-Bleue D'argent à une fasce ondée d'azur, accompagnée de trois anilles de gueules, deux et une. |
|       | Rivière-Ouelle Parti: Au 1er, d'azur semé de fleurs de lys d'or; Au 2e, de gueules à deux épis de blé d'or, accompagnés en pointe d'un marsouin du même. Sur le tout, un pal ondé d'argent. |
|       | Roberval D'argent à la bande d'azur semée de fleur de lys d'or accompagnée de deux rocs d’échiquiers de sable, à la cotice de gueules brochant sur la bande. |
|       | Rosemère D'argent à une rose de gueules feuillée de sinople boutonnée d'or soutenue de trois burelles ondées d'azur; mantelé aussi d'azur, chargé à senestre d'un croissant d'argent, et à dextre d'une croix du même. |
|       | Rougemont D'or, à un chevron-pal de gueules chargé à dextre, d'une pomme d'or accompagnée à senestre d'une roue d'engrenage du-même; le chevron sommé à dextre d'une croix d'argent; en pointe le pal cotoyé à dextre d'une fleur de lis de sinople, et à senestre d'une feuille d'érable du-même.                                                                               |

| Pas d'information connue pour les municipalités suivantes : Obedjiwan, Odanak, Ogden, Oka, Orford, Ormstown, Otter Lake, Otterburn Park, Oujé-Bougoumou, Packington, Padoue, Palmarolle, Parisville, Paspébiac, Péribonka, Petite-Rivière-Saint-François, Petite-Vallée, Petit-Saguenay, Piedmont, Pierreville, Pikogan, Pincourt, Piopolis, Plessisville (paroisse), Pohénégamook, Pointe-à-la-Croix, Pointe-aux-Outardes, Pointe-Calumet, Pointe-Claire, Pointe-Fortune, Pointe-Lebel, Pontiac, Portage-du-Fort, Port-Daniel–Gascons, Portneuf, Portneuf-sur-Mer, Potton, Poularies, Preissac, Prévost, Price, Princeville, Puvirnituq, Quaqtaq, Racine, Ragueneau, Rapide-Danseur, Rapides-des-Joachims, Rawdon, Rémigny, Richelieu, Rigaud, Ristigouche-Partie-Sud-Est, Rivière-à-Claude, Rivière-au-Tonnerre, Rivière-Beaudette, Rivière-du-Loup, Rivière-Éternité, Rivière-Héva, Rivière-Rouge, Rivière-Saint-Jean, Rochebaucourt, Roquemaure, Rouyn-Noranda, Roxton, Roxton Falls, Roxton Pond |

## S

### Sa à St-C
| Image | Nom de la municipalité et blasonnement |
| ----- | --- |
|       | Saint-Adelphe De gueules au chevron d’or chargé d’une fleur de lis d’azur, accompagné en chef à dextre d’un sautoir formé de trois tiges de blé et d’une hache d’or en position libre et à senestre d’une croix latine d’or. À la pointe d’argent, un arbre arraché de sinople posé sur deux fasces ondées d’azur. |
|       | Saint-Agapit Fascé d'azur et d'argent, à trois quintefeuilles d'or brochant le tout. |
|       | Saint-Alexandre D'or, au sautoir écussonné de gueules chargé de quatre croissants accornés d'argent, à la mitre d'évêque du même brochant en abîme. |
|       | Saint-Alphonse-de-Granby Parti, au 1, de sinople à trois pal alésé d'or, au lion léopardé de sable brochant sur le tout, au 2, de sable à la roue d'engrenage d'or, au chef d'or au tricorne loyaliste américain d'argent accompagné à dextre d'une rose de gueules et à sénestre d'une fleur de lys d'azur |
|       | Saint-Amable Écartelé: au 1, d'azur à la fleur de lys d'argent, au 2, de sinople, au 3, d'or, au 4, d'argent à deux tiges d'asperge jointes et arrachées de sinople. |
|       | Sainte-Anne-de-Beaupré |
|       | Sainte-Anne-de-Bellevue D'or, à la croix de vair cantonnée de quatre alérions de gueules, au franc-quartier brochant du même chargé de trois coquilles d'argent. |
|       | Sainte-Anne-de-la-Pérade Écartelée: au 1, d’azur à deux fasces ondées d’argent, accompagnées de trois merlettes voguant de sable, posées une et deux, au 2, de sinople aux trois épis d’or, au 3, d’argent à l’usine fumante de sable, au 4, la cabane de pêcheur fumante de sinople aux nuages et au ciel d’azur aux poissons et à la glace d’argent, à la croix de gueules à cinq étoiles d'or brochant sur le tout. |
|       | Sainte-Anne-des-Monts |
|       | Sainte-Anne-des-Plaines Contre-bandé d'azur et d'argent, au chef sur le tout d'or, chargé d'une croix fleur de lysée du second accosté de deux gerbes de blé de gueules. |
|       | Saint-Antoine-sur-Richelieu De gueules au chevron d’or, chargé d’une étoile de gueules à cinq raies; accompagné de trois fleurs de lys argentées, deux en chef et une en pointe. |
|       | Sainte-Apolline-de-Patton D'azur à une bande d'or chargée d'une cotice ondée d'azur, accompagnée en chef d'un soleil et, en pointe, d'une lame de scie circulaire, le tout d'or., |
|       | Saint-Arsène |
|       | Saint-Augustin-de-Desmaures De gueules à une nef d'argent voguant sur un fleuve ondé du même, et au chef d'or chargé de trois flammes de gueules . |
|       | Saint-Basile D'azur à trois rivières courantes en face d'argent accompagnées en chef de deux croix alésées d'or en pointe à dextre d'une gerbe de blé d'or à senestre d'une roue dentée d'argent. |
|       | Saint-Basile-le-Grand Parti, au 1, de gueules à la couronne royale d'or, au deux coupé d'argent au chevron d'argent et de sinople à la tête de cheval d'or. |
|       | Saint-Boniface D'argent au chevron de gueules accompagné de en chef de deux croix alésées tréflées du même, et en pointe d'un chêne de sinople, fruité d'or. |
|       | Sainte-Brigide-d'Iberville Écartelé: au 1, de pourpre au gerbe de blé d'or, au 2, d'argent aux trois feuilles de trèfle de sinople posées en bande, au 3, d'or au chardon de sinople fleuré de pourpre, au 4, de gueules à la vache passante de sable, sur le tout d'azur à la fleur de lys d'argent. |
|       | Sainte-Brigitte-de-Laval D'argent à la croix de gueules chargée de 5 coquilles du premier, cantonnée au 2 d'un trèfle de sinople |
|       | Saint-Bruno-de-Kamouraska |
|       | Saint-Bruno-de-Montarville Tiercé en pal, au un et deux parti, en chef d'azur au gland d'argent, en pointe de gueules en plain ; au trois d'argent aux deux chevrons de contre-hermine. |
|       | Saint-Calixte D'argent à la croix de gueules chargée de 5 calices d'or. Armes parlantes. |
|       | Saint-Camille-de-Lellis |
|       | Saint-Casimir |
|       | Sainte-Catherine |
|       | Sainte-Catherine-de-la-Jacques-Cartier |
|       | Saint-Césaire Écartelé: au 1, de gueules à une mitre d'argent, au 2, d'azur à une fleur de lys d'or, au 3, de sinople à une roue d'engrenage d'or, au 4, d'argent à une bande ondée d'azur. |
|       | Saint-Charles-de-Bellechasse D'azur à la fasce bretessée d'argent chargée d'une burèle ondée de sinople, accompagnée en chef de deux cors de chasse et, en pointe, d'un clocher d'église, le tout d'argent. |
|       | Sainte-Christine-d'Auvergne |
|       | Sainte-Claire Parti d'argent et de gueules à l'aigle éployée de l'un en l'autre, au franc-canton d'azur chargé d'une croix alésée d'or. |
|       | Saint-Clément |
|       | Saint-Colomban |
|       | Saint-Côme |
|       | Saint-Côme–Linière De gueule, au chef-pal d'azur bordé d'argent, chargée de cinq étoiles du même, posées en tau, et accosté de deux globes d'or. |
|       | Sainte-Croix |

| Pas d'information connue pour les municipalités suivantes : Sacré-Cœur, Sacré-Cœur-de-Jésus, Saguenay, Saint-Adalbert, Sainte-Adèle, Saint-Adelme, Saint-Adolphe-d'Howard, Saint-Adrien, Saint-Adrien-d'Irlande, Sainte-Agathe-de-Lotbinière, Sainte-Agathe-des-Monts, Saint-Aimé, Saint-Aimé-des-Lacs, Saint-Aimé-du-Lac-des-Îles, Saint-Alban, Saint-Albert, Saint-Alexandre-de-Kamouraska, Saint-Alexandre-des-Lacs, Saint-Alexis, Saint-Alexis, Saint-Alexis-de-Matapédia, Saint-Alexis-des-Monts, Saint-Alfred, Saint-Alphonse, Saint-Alphonse-Rodriguez, Saint-Ambroise, Saint-Ambroise-de-Kildare, Saint-Anaclet-de-Lessard, Saint-André-de-Kamouraska, Saint-André-Avellin, Saint-André-d'Argenteuil, Saint-André-de-Restigouche, Saint-André-du-Lac-Saint-Jean, Sainte-Angèle-de-Mérici, Sainte-Angèle-de-Monnoir, Sainte-Angèle-de-Prémont, Saints-Anges, Saint-Anicet, Sainte-Anne-de-la-Pocatière, Sainte-Anne-de-la-Rochelle, Sainte-Anne-de-Sabrevois, Sainte-Anne-des-Lacs, Sainte-Anne-de-Sorel, Sainte-Anne-du-Lac, Sainte-Anne-du-Sault, Saint-Anselme, Saint-Antoine-de-l'Isle-aux-Grues, Saint-Antoine-de-Tilly, Saint-Antonin, Saint-Armand, Saint-Apollinaire, Saint-Athanase, Saint-Aubert, Saint-Augustin (Basse-Côte-Nord), Saint-Augustin (Maria-Chapdelaine), Saint-Augustin-de-Desmaures, Saint-Augustin-de-Woburn, Sainte-Aurélie, Sainte-Barbe, Saint-Barnabé, Saint-Barnabé-Sud, Saint-Barthélemy, Sainte-Béatrix, Saint-Benjamin, Saint-Benoît-du-Lac, Saint-Benoît-Labre, Saint-Bernard (Québec), Saint-Bernard-de-Lacolle, Saint-Bernard-de-Michaudville, Saint-Blaise-sur-Richelieu, Saint-Bonaventure, Sainte-Brigitte-des-Saults, Saint-Bruno, Saint-Bruno-de-Guigues, Saint-Camille, Sainte-Catherine-de-Hatley, Sainte-Cécile-de-Lévrard, Sainte-Cécile-de-Milton, Sainte-Cécile-de-Whitton, Saint-Célestin (municipalité), Saint-Célestin (village), Saint-Charles-Borromée, Saint-Charles-de-Bourget, Saint-Charles-Garnier, Saint-Charles-sur-Richelieu, Sainte-Christine, Saint-Christophe-d'Arthabaska, Saint-Chrysostome, Saint-Claude, Sainte-Clotilde, Sainte-Clotilde-de-Beauce, Sainte-Clotilde-de-Horton, Saint-Constant, Sainte-Croix, Saint-Cuthbert, Saint-Cyprien (Les Etchemins), Saint-Cyprien, Saint-Cyprien-de-Napierville, Saint-Cyrille-de-Lessard, Saint-Cyrille-de-Wendover |

### St-D à St-G
| Image | Nom de la municipalité et blasonnement |
| ----- | --- |
|       | Saint-Donat (Matawinie) De gueules au chevron d’argent accompagné de deux truites du même et en pointe à une tête de chevreuil arrachée d’or. Au chef ondé cousu d’azur chargé d’un mont à trois coupeaux d’or et de deux étoiles d’argent. |
|       | Sainte-Edwidge-de-Clifton |
|       | Saint-Élie-de-Caxton De gueules à chevron d’argent, chargés d’une croix de sable. Accompagnées en chef dextre d’une gélinotte huppée d’argent, ainsi qu’en chef senestre d’un lièvre d’argent. Au cœur un sapin sinople, et dans une pointe d’azur un omble de fontaine argent. |
|       | Saint-Esprit |
|       | Saint-Étienne-des-Grès D'or à une tierce d'azur, accompagnées de trois roches à trois coupeaux de sable. |
|       | Saint-Eugène |
|       | Sainte-Eulalie Écartelé de sinople et d'argent, au premier à une foi d'argent mouvant des flancs, au deuxième à une roue de sable, au troisième à trois roues d'engrenage aussi de sable, au quatrième à un épi de blé d'argent posé en barre, au filet en croix aussi d'argent brochant sur la partition. |
|       | Saint-Eustache |
|       | Saint-Fabien |
|       | Saint-Fabien-de-Panet Divisé en chevron d'or sur sinople à trois cloches de l'un à l'autre. |
|       | Saint-Félicien Tranché de gueules à l’avion d’argent; de sinople aux trois gerbes d’or posées en bande et à l’usine d’argent brochant sur la partition. |
|       | Saint-Ferréol-les-Neiges De gueules, à un mont d'or, mouvant de la pointe, chargé de trois pentes d'Azur et de skis posés en sautoir, accompagné à dextre, d'une rencontre de gibier à panache et à senestre, d'un poisson versé, la hure au point senestre de la pointe, le tout du même, surmonté d'une étoile d'or, accompagné à dextre d'une feuille d'érable et, à senestre, d'une tente, le tout du même.                                    |
|       | Saint-Flavien Divisé en chevron tapissé de blé d’or sur argent semé de flammes d’azur, au chevron d’argent brochant, sa cime terminée en croix. |
|       | Sainte-Florence |
|       | Saint-François-de-la-Rivière-du-Sud Parti; au un d'or à cinq vergettes de gueules passées sous cinq bois de cerf de sable rangés en pal; au deux, d'azur à une tête de cheval coupée d'or accompagnée de deux croisettes d'argent, une en chef, l'autre en pointe. |
|       | Saint-Fulgence D'azur au billot d'or posé en fasce et à la gerbe du même brochant posée en pal; au chef de sinople en forme d'anse embrasant une mer d'argent hissant de senestre chargée d'un petit navire à deux mâts désarmé de sable. |
|       | Saint-Gédéon De sinople à la gerbe d'or, brochant sur un bloc de granit d'argent; à la champagne, d'une onde d'argent soutenue d'une terrasse de sinople chargée de deux conifères et de petites plantes au naturel. |
|       | Saint-Gédéon-de-Beauce D'argent au chevron de gueules chargé d'un flambeau d'or posé en barre sur la branche dextre et d'une trompette du même posé en bande sur la branche senestre, le chevron accompagné à dextre d'une fleur de lys d'azur, à senestre d'un marteau de sable posé en bande et en pointe d'une disamare de sinople ; au chef de gueules chargé d'une clé aussi d'or, posée en fasce, le paneton à dextre tourné vers la pointe. |
|       | Sainte-Geneviève-de-Batiscan |
|       | Saint-Georges D’argent à la croix de gueules cantonnée au un et quatre d’un fer de moulin d’azur, au deux et trois d’une flamme de gueules et sur le tout d’azur à la croix d’argent. |
|       | Saint-Germain-de-Grantham |
|       | Saint-Gilbert De sinople à la fasce ondée d'argent à trois billots au naturel posés chacun en bande, accompagné au chef d'un plat d'or contenant des pains au naturel et à la pointe d'un dextrochère d'or issant du flanc sénestre et semant des graines d'argent. |

| Pas d'information connue pour les municipalités suivantes : Saint-Damase (La Matapédia), Saint-Damase (Les Maskoutains), Saint-Damase-de-L'Islet, Saint-Damien, Saint-Damien-de-Buckland, Saint-David, Saint-David-de-Falardeau, Saint-Denis-De La Bouteillerie, Saint-Denis-de-Brompton, Saint-Denis-sur-Richelieu, Saint-Didace, Saint-Dominique, Saint-Dominique-du-Rosaire, Saint-Donat (La Mitis), Saint-Edmond-de-Grantham, Saint-Edmond-les-Plaines, Saint-Édouard, Saint-Édouard-de-Fabre, Saint-Édouard-de-Lotbinière, Saint-Édouard-de-Maskinongé, Sainte-Élisabeth, Sainte-Élisabeth-de-Warwick, Saint-Éloi, Saint-Elphège, Saint-Elzéar, Saint-Elzéar (La Nouvelle-Beauce), Saint-Elzéar-de-Témiscouata, Saint-Émile-de-Suffolk, Sainte-Émélie-de-l'Énergie, Saint-Éphrem-de-Beauce, Saint-Épiphane, Saint-Étienne-de-Beauharnois, Saint-Étienne-de-Bolton, Saint-Eugène-d'Argentenay, Saint-Eugène-de-Guigues, Saint-Eugène-de-Ladrière, Sainte-Euphémie-sur-Rivière-du-Sud, Saint-Eusèbe, Saint-Évariste-de-Forsyth, Sainte-Famille, Sainte-Félicité (L'Islet), Sainte-Félicité (Matane), Saint-Félix-de-Dalquier, Saint-Félix-de-Kingsey, Saint-Félix-de-Valois, Saint-Félix-d'Otis, Sainte-Flavie, Saint-Fortunat, Saint-François-d'Assise, Saint-François-de-l'Île-d'Orléans, Saint-François-de-Sales, Saint-François-du-Lac, Sainte-Françoise (Bécancour), Sainte-Françoise (Les Basques), Saint-François-Xavier-de-Brompton, Saint-François-Xavier-de-Viger, Saint-Frédéric, Saint-Gabriel, Saint-Gabriel-de-Brandon, Saint-Gabriel-de-Rimouski, Saint-Gabriel-de-Valcartier, Saint-Gabriel-Lalemant, Sainte-Geneviève-de-Berthier, Saint-Georges-de-Windsor, Saint-Gérard-Majella, Saint-Germain-de-Kamouraska, Sainte-Germaine-Boulé, Sainte-Gertrude-Manneville, Saint-Gervais, Saint-Gilles, Saint-Godefroi, Saint-Guillaume, Saint-Guy |

### St-H à St-L
| Image | Nom de la municipalité et blasonnement |
| ----- | --- |
|       | Sainte-Hélène-de-Bagot Coupé, au 1 parti d'azur au bélier naissant d'or et d'azur, mi-pruche, mi-érable au naturel, au 2, d'azur au demi-soleil d'or surchargé d'une charrue d'argent et de gueules et surmonté d'une rencontre de taureau sable et argent. |
|       | Sainte-Hélène-de-Kamouraska Écartelé d’azur et de sinople, à la fasce bretessée et à un pal-ondé d’argent, chargés d’un filet de sable, brochant sur l’écartelé, cantonné au 1, à trois étoiles mal-ordonnées, au 2, à trois cônes de pins, au 3, à trois épis de blé liés, au 4, à trois gouttes mal-ordonnées, le tout d’or ; un écusson d’or à une flamme de gueules brochant sur le tout.                                                      |
|       | Saint-Henri |
|       | Saint-Hyacinthe Écartelé: au 1, d'argent à la fleur de lys d'azur, au 2, de gueule à la roue dentée d'argent, au 3, de gueule à la barre ondée d'argent, au 3, d'argent à la herse de sable, et sur le tout d'or à la croix de lorraine d'azur. |
|       | Saint-Jacques Écartelé: au 1, d'or aux trois coquilles de Messire saint Jacques, au 2, de gueules au calice d'or accompagné en chef d'une hostie d'argent, au 3, d'azur au vaisseau d'argent, voguant sur une mer du même senestré d'une étoile d'or, au 4, d'or au pied de tabac au naturel, tigé et fleuri sur une terrasse de sable. |
|       | Saint-Janvier-de-Joly Écartelé en sautoir: au 1, d'or à la croix et la crosse passée en sautoir, brochante sur elles, une ampoule rempli de sang de gueules, au 2, se sinople à la barre de fer au naturel, au 3, de sinople à la gerbe de blé d'or, au 4, d'azur au moulin au naturel, surchargé d'une scie au naturel dans des ondes d'azur. |
|       | Saint-Jean-Port-Joli 'De gueules à la fasce ondée d'argent chargée de trois étoiles d'azur, accompagnée en chef d'un évangile de Saint-Jean d'argent et en pointe d'une gerbe de blé d'or et en pointe accompagnée de deux étoiles d'or. |
|       | Saint-Jérôme D'azur chapé d'argent au lion d'or tenant une crosse du même, accompagné en chef d'un iris versicolore et d'un pin, le tout au naturel. |
|       | Saint-Joseph-de-Beauce Écartelé, au 1 et 4, d'azur à trois fleurs de lys d'or, au 2 et 3, d'or à la gerbe de blé de gueules, sur le tout d'azur à l'églantine d'argent, au chef de gueules à trois étoiles d'argent. |
|       | Saint-Joseph-de-Coleraine De sable et de gueules à la croix d'argent chargée d'une épée, gueules en pal et accompagnée au canton dextre du chef de deux pics d'argent croisés en sautoir : au canton senestre de la pointe d'un dauphin d'or. |
|       | Saint-Joseph-de-Sorel De gueules et de sable à la croix d'or ; au un de gueules à une roue dentée, d'or; aux deux et aux trois de sable, à une rivière courante en barre d'argent ; au quatre de gueules, au sureau aussi d'argent. |
|       | Sainte-Julienne Écartelé au premier d'azur à une montagne de sinople à copeaux d'or, accompagnés en chef d'une croix d'or chargée d'une hostie d'argent à deux nuées d'argent mouvantes à dextre. Au deuxième d'argent, à la fleur de lys d'azur ; au troisième d'or, au trèfle de sinople ; au quatrième d'azur, au vaisseau d'or accompagné à dextre d'une étoile du même voguant sur une mer d'azur ondée qui est de Saint-Jacques-de-Montcalm. |
|       | Saint-Just-de-Bretenières |
|       | Saint-Justin |
|       | Saint-Lambert (Longueuil) D’azur au navire d’argent soutenu d’une champagne ondée du même, crêtée d’azur, au chef d’or chargé d’un cor de sable accosté d’une fleur de lis d’azur et d’une rose de gueules. |
|       | Saint-Lazare |
|       | Saint-Léon-de-Standon |
|       | Saint-Léon-le-Grand (La Matapédia) |
|       | Saint-Liguori |
|       | Saint-Lin–Laurentides De gueules à une croix papale d'or, accompagnée à senestre d'une fleur de lys d'argent, au franc-canton de sable chargé d'une main senestre d'argent; le tout surmontant une champagne d'or traversée d'une onde d'azur. |
|       | Municipalité de paroisse de Saint-Louis-de-Terrebonne (1861-1985), de 1977 à 1985 D'azur au chevron d'or chargé d'une roue dentée à 12 rais du champ, accompagné en chef de deux fleurs de lys d'or et en pointe d'un érable au naturel terrassé de sinople. |
|       | Saint-Louis-du-Ha! Ha! |
|       | Saint-Luc-de-Vincennes |

| Pas d'information connue pour les municipalités suivantes : Sainte-Hedwidge, Sainte-Hélène-de-Chester, Sainte-Hélène-de-Mancebourg, Sainte-Hénédine, Saint-Henri-de-Taillon, Saint-Herménégilde, Saint-Hilaire-de-Dorset, Saint-Hilarion, Saint-Hippolyte, Saint-Honoré, Saint-Honoré-de-Shenley, Saint-Honoré-de-Témiscouata, Saint-Hubert-de-Rivière-du-Loup, Saint-Hugues, Saint-Ignace-de-Loyola, Saint-Ignace-de-Stanbridge, Sainte-Irène, Saint-Irénée, Saint-Isidore (La Nouvelle-Beauce), Saint-Isidore (Roussillon), Saint-Isidore-de-Clifton, Saint-Jacques-de-Leeds, Saint-Jacques-le-Majeur-de-Wolfestown, Saint-Jacques-le-Mineur, Saint-Jean-Baptiste, Saint-Jean-de-Brébeuf, Saint-Jean-de-Cherbourg, Saint-Jean-de-Dieu, Saint-Jean-de-la-Lande, Saint-Jean-de-l'Île-d'Orléans, Saint-Jean-de-Matha, Sainte-Jeanne-d'Arc (La Mitis), Sainte-Jeanne-d'Arc (Maria-Chapdelaine), Saint-Joachim, Saint-Joachim-de-Shefford, Saint-Joseph-de-Kamouraska, Saint-Joseph-de-Lepage, Saint-Joseph-des-Érables, Saint-Joseph-du-Lac, Saint-Jude, Saint-Jules, Sainte-Julie, Saint-Julien, Saint-Juste-du-Lac, Sainte-Justine, Sainte-Justine-de-Newton, Saint-Lambert (Abitibi-Ouest), Saint-Lambert-de-Lauzon, Saint-Laurent-de-l'Île-d'Orléans, Saint-Lazare-de-Bellechasse, Saint-Léandre, Saint-Léonard-d'Aston, Saint-Léonard-de-Portneuf, Saint-Léon-le-Grand (Maskinongé), Saint-Liboire, Saint-Louis, Saint-Louis-de-Blandford, Saint-Louis-de-Gonzague (Les Etchemins), Saint-Louis-de-Gonzague (Beauharnois-Salaberry), Saint-Louis-de-Gonzague-du-Cap-Tourmente, Sainte-Louise, Saint-Luc-de-Bellechasse, Sainte-Luce, Sainte-Lucie-de-Beauregard, Sainte-Lucie-des-Laurentides, Saint-Lucien, Saint-Ludger, Saint-Ludger-de-Milot |

### St-M à St-P
| Image | Nom de la municipalité et blasonnement |
| ----- | --- |
|       | Saint-Magloire |
|       | Saint-Marc-des-Carrières De gueules à un lion d'argent armé et lampassé de greules tenant dans ses griffes l'évangile de St-Marc, au chef d'azur, chargé de trois fleurs de lys d'or. |
|       | Saint-Malachie D’or à deux crosses épiscopales passées en sautoir cantonnées de quatre trèfles, au crapaud brochant, le tout de sinople |
|       | Saint-Marcellin Coupé d’une pointe d’argent chargée d’une croix de sable, au chef d’azur et à la champagne de sinople, accompagnée d’un trirégnum papal d’or, d’une goutte d’eau d’argent doublée de sable et de deux samares d’argent à la champagne.                                                                                                   |
|       | Saint-Marc-sur-Richelieu Coupé ondée, au premier d'azur à la herse d'argent, au second d'or au lion de gueules tenant un évangile d'argent à la croix de gueules. |
|       | Sainte-Marthe |
|       | Saint-Mathias-sur-Richelieu |
|       | Saint-Maurice |
|       | Saint-Narcisse-de-Rimouski Coupé, mi-parti au 1 d'or, à un sapin de sinople accompagné en pointe d'un lièvre d'argent; au 2, de gueules à une gerbe de blé d'or liée de sable: coupé au 2, de sinople à deux rivières ondées d'argent. Sur le tout, d'azur à une bande d'argent accompagnée en chef d'une fleur de lis et en pointe d'une croix du même. |
|       | Saint-Pacôme |
|       | Saint-Patrice-de-Beaurivage |
|       | Saint-Paul Parti mi-coupé d’azur à deux fasces ondées d’argent accompagné de trois merlettes voguant de sable posées une et deux, d’argent accompagné d’une gerbe sénestrée de roc et d’une pomme de pin en chef, les trois de sable, d’azur à l’église maçonnée d’argent.                                                                               |
|       | Saint-Paul-de-la-Croix |
|       | Saint-Paul-de-l'Île-aux-Noix D'azur à la pointe, une rivière au calme surmontée d'une île au naturel portant à senestre un arbre de sinople à tronc de sable. Le point du chef est orné de 10 boulets de sable montés en pyramide flanqué de deux épis de blé doré le tout sur un champ de bleu céleste.                                                 |
|       | Saint-Philémon Coupé-noué-renversé d'or sur sinople à une croix fleuronnée d'azur en abîme accompagnée en chef de trois triangles de sinople, celui du centre renversé |
|       | Saint-Pie |
|       | Saint-Prime De sinople à la charrue d'argent associée à une croix latine d'or; au chef du drapeau saguenéen qui est : « Coupé : de sinople et d'or à la croix d'argent bordée de gueules brochant sur le tout ». |

| Pas d'information connue pour les municipalités suivantes :Sainte-Madeleine, Sainte-Madeleine-de-la-Rivière-Madeleine, Saint-Majorique-de-Grantham, Saint-Malo, Saint-Marc-de-Figuery, Saint-Marc-du-Lac-Long, Saint-Marcel, Saint-Marcel-de-Richelieu, Sainte-Marcelline-de-Kildare, Sainte-Marguerite-Marie, Sainte-Marguerite (Québec), Sainte-Marguerite-du-Lac-Masson, Sainte-Marie, Sainte-Marie-de-Blandford, Sainte-Marie-Madeleine, Sainte-Marie-Salomé, Sainte-Marthe-sur-le-Lac, Saint-Martin, Sainte-Martine, Saints-Martyrs-Canadiens, Saint-Mathieu, Saint-Mathieu-de-Belœil, Saint-Mathieu-de-Rioux, Saint-Mathieu-d'Harricana, Saint-Mathieu-du-Parc, Saint-Maxime-du-Mont-Louis, Saint-Médard, Sainte-Mélanie, Saint-Michel, Saint-Michel-de-Bellechasse, Saint-Michel-des-Saints, Saint-Michel-du-Squatec, Saint-Modeste, Saint-Moïse, Sainte-Monique (Lac-Saint-Jean-Est), Sainte-Monique (Nicolet-Yamaska), Saint-Narcisse, Saint-Narcisse-de-Beaurivage, Saint-Nazaire, Saint-Nazaire-d'Acton, Saint-Nazaire-de-Dorchester, Saint-Nérée, Saint-Noël, Saint-Norbert, Saint-Norbert-d'Arthabaska, Saint-Octave-de-Métis, Saint-Odilon-de-Cranbourne, Saint-Omer, Saint-Onésime-d'Ixworth, Saint-Ours, Saint-Pamphile, Saint-Pascal, Saint-Patrice-de-Sherrington, Saint-Paul-d'Abbotsford, Saint-Paul-de-Montminy, Sainte-Paule, Saint-Paulin, Sainte-Perpétue (L'Islet), Sainte-Perpétue (Nicolet-Yamaska), Sainte-Pétronille, Saint-Philibert, Saint-Philippe, Saint-Philippe-de-Néri, Saint-Pie-de-Guire, Saint-Pierre, Saint-Pierre-Baptiste, Saint-Pierre-de-Broughton, Saint-Pierre-de-Lamy, Saint-Pierre-de-la-Rivière-du-Sud, Saint-Pierre-de-l'Île-d'Orléans, Saint-Pierre-de-Véronne-à-Pike-River, Saint-Pierre-les-Becquets, Saint-Placide, Saint-Polycarpe, Sainte-Praxède, Saint-Prosper,Saint-Prosper-de-Champlain |

### St-R à Su
| Image | Nom de la municipalité et blasonnement |
| ----- | --- |
|       | Saint-Raphaël D'azur à la fasce ondée d'argent chargée de trois roues à aubes d'azur et accompagnée en chef d'une étoile d'or entre un vol d'argent et en pointe d'un cerf passant d'or |
|       | Saint-Raymond D'azur au gousset de gueules chargé d'une croix fleurdelysée d’or, le tout accompagné à dextre d'une colombe éployée descendante d’argent tenant dans son bec un rameau d’olivier de sinople fruité de gueules et à sénestre d'une anille d’argent, à une rivière d'argent à la pointe brochant sur le tout.                                    |
|       | Saint-Rémi |
|       | Sainte-Rose-du-Nord D'azure à la rose de gueule à dextre, d'une étoile d'argent à senestre et l'abeille d'or en pointe accompagné de trois triangles versés de sinople mouvant du chef. |
|       | Sainte-Sophie D’azur à une croix d’or, chargée d’une étoile à cinq rais de gueules ; cantonnée au premier d’un arbre d’or ; au second et troisième d’une fleur de lys d’or, au quatrième d’une herse de même. |
|       | Saint-Stanislas (Les Chenaux) |
|       | Saint-Tharcisius Un écu en son chef et parti par une croix; et en son point honorable meublé d'une hostie blanche de lumière. Un chef d'azur de gueules rouges meublées à dextre d'un sapin d'or et à senestre d'un épi de blé d'or. |
|       | Sainte-Thècle Tiercé en pairle : au premier d'or au cœur de gueules accompagné en chef d'une couronne du même, au deuxième d'azure à la coline d'or mouvant de la pointe sommé d'un sapin du même, au troisième de gueules aux trois abeilles d'or. |
|       | Sainte-Thérèse Écartelé: au 1, d'or à une croix d'azur chargée d'une rose argent, au 2, de sable à trois croissants d'argent, au 3, de sable à une rivière courante en barre d'argent, au 4, d'or à une croix d'azur. |
|       | Saint-Thomas-Didyme |
|       | Saint-Tite De gueules à croix grecque d’azur en point du chef, flanquée d’un segment de roue dentée d’argent à dextre et d’un segment de roue dentée d’or à sénestre, renfermant une peau de cuir tendue d’or en dextre et une épinette d’argent en sénestre, surmontant des montagnes de sable posées sur une terrasse d’or chargée d’une rivière d’azur.    |
|       | Saint-Tite-des-Caps Parti d'or à la montagne de trois coupeaux inégaux de sinople surmontée de trois abeilles de sable, reparti d'argent aux trois feuilles d'érable de gueules et d'azur aux trois feuilles de lys d'argent, au chef parti de gueules au clocher d'argent et d'azur au monogramme marial d'or, sur le tout une grande croix latine de sable. |
|       | Saint-Ubalde De gueules au chevron d'or accompagné en chef d'une gerbe de blé d'or à dextre ,de trois fleurs de pomme de terre à senestre et d'une crosse épiscopale en pointe, tous du même. |
|       | Saint-Vianney Coupé, au 1, d'azur à la chaine de montagne d'argent en pointe sommée d'une croix latine d'or, au 2, parti, de gueules à la gerbe de blé d'or, de sinople à un conifère d'or. |
|       | Saint-Victor D’or à une croix ondée cantonnée aux un et quatre d’une fleur de lin et aux deux et trois d’une roue, le tout d’azur |
|       | Saint-Zéphirin-de-Courval Tiercé en fasce; au 1, d'or, au 2, d'argent à la fleur de capucine avec ses feuilles au naturel, au 3, de sinople. |
|       | Salaberry-de-Valleyfield D'azur à la fasce d'argent chargé d'un castor, accompagné au chef d'un soleil et en pointe d'une fleur de lys à dextre et d'un chardon à sénestre, le tout d'or. |
|       | Sayabec D'argent chapé d'azur, au premier à un sapin arraché de gueules soutenu d'une rivière d'azur ondée du champ mouvant de la pointe; au deux à trois fleurs de lis d'or à dextre et à une gerbe du même à senestre. |
|       | Senneterre D'azur à cinq fusées d'argent accolées et rangées en fasce. |
|       | Senneville D'azur à un fort en pierre à quatre tours d'angle crénelées (deux visibles), le tout d'argent et accosté de deux palmes jointes en pointe et liées d'un ruban, le tout d'or. |
|       | Sept-Îles D'argent à sept îles de sinople ordonnées 4, 2,1, au chef de sable chargée d'une corne d'abondance d'or versant des pièces du même. Armes parlantes. |
|       | Sherbrooke D'or au pairle ondé d'azur chargé en cœur d'une molette d'argent, en chef de deux éclairs aussi d'argent et en pointe d'un fer de lance d'or, cantonné en chef d'une rose de gueules et en pointe de deux fleurs de lys d'azur |
|       | Stanbridge East De sinople à un demi-soleil d’or mouvant d’un chevron d’argent chargé d’un étai de sinople et en pointe quatre coquilles d’or posées en croix leurs oreilles vers l’intérieur. |
|       | Stanstead D'azur à une diligence d'or rehaussée de sable accompagnée en chef de trois besants d'argent et, en pointe, d'une divise ondée du même chargée d'une burèle ondée de sinople. |

| Pas d'information connue pour les municipalités suivantes : Saint-Rémi-de-Tingwick, Saint-René, Saint-René-de-Matane, Sainte-Rita, Saint-Robert, Saint-Robert-Bellarmin, Saint-Roch-de-l'Achigan, Saint-Roch-de-Mékinac, Saint-Roch-de-Richelieu, Saint-Roch-des-Aulnaies, Saint-Roch-Ouest, Saint-Romain, Saint-Rosaire, Sainte-Rose-de-Watford, Sainte-Sabine (Brome-Missisquoi), Sainte-Sabine (Les Etchemins), Saint-Samuel, Saint-Sauveur, Saint-Sébastien (Le Granit), Saint-Sébastien (Le Haut-Richelieu), Sainte-Séraphine, Saint-Sévère, Saint-Séverin (Mékinac), Saint-Séverin, Saint-Siméon (Bonaventure), Saint-Siméon (Charlevoix-Est), Saint-Simon (Les Basques), Saint-Simon (Les Maskoutains), Saint-Simon-les-Mines, Saint-Sixte, Sainte-Sophie-de-Lévrard, Sainte-Sophie-d'Halifax, Saint-Stanislas (Maria-Chapdelaine), Saint-Stanislas-de-Kostka, Saint-Sulpice, Saint-Sylvère, Saint-Sylvestre, Saint-Télesphore, Saint-Théodore-d'Acton, Saint-Théophile, Sainte-Thérèse-de-Gaspé, Sainte-Thérèse-de-la-Gatineau, Saint-Thomas, Saint-Thuribe, Saint-Ulric, Saint-Urbain, Saint-Urbain-Premier, Sainte-Ursule, Saint-Valentin, Saint-Valère, Saint-Valérien, Saint-Valérien-de-Milton, Saint-Vallier, Saint-Venant-de-Paquette, Sainte-Victoire-de-Sorel, Saint-Wenceslas, Saint-Zacharie, Saint-Zénon, Saint-Zénon-du-Lac-Humqui, Saint-Zotique, Salluit, Schefferville, Scotstown, Scott, Senneterre (paroisse), Shannon, Shawinigan, Shawville, Sheenboro, Shefford, Shigawake, Sorel-Tracy, Stanstead, Stanstead-Est, Stoke, Stoneham-et-Tewkesbury, Stornoway, Stratford, Stukely-Sud, Sutton |

## T à Z
| Image | Nom de la municipalité et blasonnement |
| ----- | --- |
|       | Terrasse-Vaudreuil De sinople à la fasce d'argent chargé d'une fleur-de-lys d'azur accosté de deux feuilles d'érable de gueules, le tout accompagné au chef d'une étoile d'or et en pointe d'une foi d'argent habillée d'or. |
|       | Ville de Terrebonne (1860-2001), de 1956 à 2001 De sable à la rivière d’argent surmontée d’un griffon d’or armé et lampassé de gueules, tenant une fleur de lys d’or. (Depuis la fusion de 2001, la nouvelle ville de Terrebonne n'a plus de blason, mais un logo en forme de blason.) |
|       | Thetford Mines D'argent à la salamandre d'or dans sa patience de gueules, accompagnée en pointe d'une montagne à trois coupeaux de sable, au chef d'azur à la croix d'or, à deux pics de mineur passées en sautoir, et une lampe de mineur de gueules brochante sur eux, le tout brochant sur le chef. |
|       | Thurso De gueules à trois fasces d'or, au lion d'argent brochant sur le tout. |
|       | Trois-Pistoles D’azur à une nef d’argent, habillée du deuxième, voguante sur une mer de même, ombrée du premier, sur le tout, une bande de gueules, chargée de trois besants d’or. |
|       | Trois-Rivières D'azur au chevron d'argent chargé d'une fleur de lis du champ, accompagnés de trois poissons (grands corégones) nageant aussi d'argent. |
|       | Val-Alain Écartelé : au 1 – d’or à la feuille de chêne de sinople, posée en barre sur la rivière d’azur, dont le cours est en bande de l’écu français ancien; au 2 – de sinople à la croix d’argent; au 3 – d’azur aux trois quenouilles au naturel, tigées de sinople et à l’onde d’azur; au 4 – d’or au pont couvert de gueules, enjambant en barre la rivière d’azur, qui coule du sud-est au nord-ouest. |
|       | Valcourt (ville) |
|       | Vallée-Jonction |
|       | Varennes D'argent au franc-quartier de gueules chargé d'une croix d'or à une rivière courante en fasce. |
|       | Verchères De sable à la fasce d'or, chargée de trois têtes de coq de sable, crêtées et barbées de gueules; accompagnée de trois étoiles à huit raies d'or, deux en chef et une en pointe. |
|       | Warwick |
|       | Westmount Coupé-vouté d'or sur pourpre, au un chargé d'un demi-soleil d'argent rayonnant de gueules mouvant du chef, au deux chargé d'une branche de rosier au naturel posée en fasce, feuillée du même, fleurie à ses deux extrémités d'une rose d'argent et, suspendu à son milieu, un écusson du même à un corbeau de saint-Antoine volant tenant dans son bec un morceau de pain, le tout au naturel.,   |
|       | Windsor De gueules, à une anille couchée d’or, accompagnée en chef d’une rose d’argent ; à une mer mouvante de même. |
|       | Yamachiche |

| Pas d'information connue pour les municipalités suivantes : Tadoussac, Taschereau, Tasiujaq, Témiscaming, Thorne, Timiskaming, Tingwick, Tourville, Trécesson, Très-Saint-Rédempteur, Très-Saint-Sacrement, Tring-Jonction, Trois-Rives, Uashat, Ulverton, Umiujaq, Upton, Val-Brillant, Valcourt (canton), Val-David, Val-des-Bois, Val-des-Lacs, Val-des-Monts, Val-d'Or, Val-Joli, Val-Morin, Val-Racine, Val-Saint-Gilles, Vaudreuil-Dorion, Vaudreuil-sur-le-Lac, Venise-en-Québec, Victoriaville, Ville-Marie, Villeroy, Waltham, Warden, Waskaganish, Waswanipi, Waterloo, Waterville, Weedon, Wemindji, Wemotaci, Wendake, Wentworth, Wentworth-Nord, Westbury, Whapmagoostui, Whitworth, Wickham, Winneway, Wôlinak, Wotton, Yamaska |

## Municipalités régionales de comté
| Image | Nom de la municipalité et blasonnement |
| ----- | --- |
|       | Deux-Montagnes D’azur, à deux monts d’or surmontés d’une croix du même ton et portant un calumet de paix au naturel à ses pieds, mouvant d’un lac d’azur ondé d’argent, en pointe.                                                                                   |
|       | L'Île-d'Orléans D'azur, au chef d'argent, chargé d'une île de gueules, nommée d'or et environnée de six croix, du même et accompagné, à dextre, de six épis et, à senestre, d'un cep de vigne portant une pomme, une grappe de raisins et des fraises, le tout d'or. |
|       | Vaudreuil-Soulanges |